# Dimítrios Kallérgis
Dimítrios Kallérgis (en grec moderne : Δημήτριος Καλλέργης), né en 1803 en Crète et mort le 24 avril 1867 à Athènes, est un militaire et homme politique grec d'origine crétoise.

## Biographie
Appartenant à la puissante famille crétoise des Kallergis, il fait d'abord des études de médecine à Paris. Mais, lorsqu'éclate la Guerre d'indépendance grecque en 1821, il gagne la Morée et rejoint les insurgés. Il combat alors sous les ordres de Yeóryios Karaïskákis ; il est fait prisonnier par les Ottomans devant Athènes lors de la bataille de Phalère en 1827. Torturé par les Turcs, il perd une oreille mais est ensuite libéré. 
Il sert par la suite comme aide de camp du colonel Fabvier, un philhellène français, et du comte Ioánnis Kapodístrias, premier gouverneur de la Grèce. 

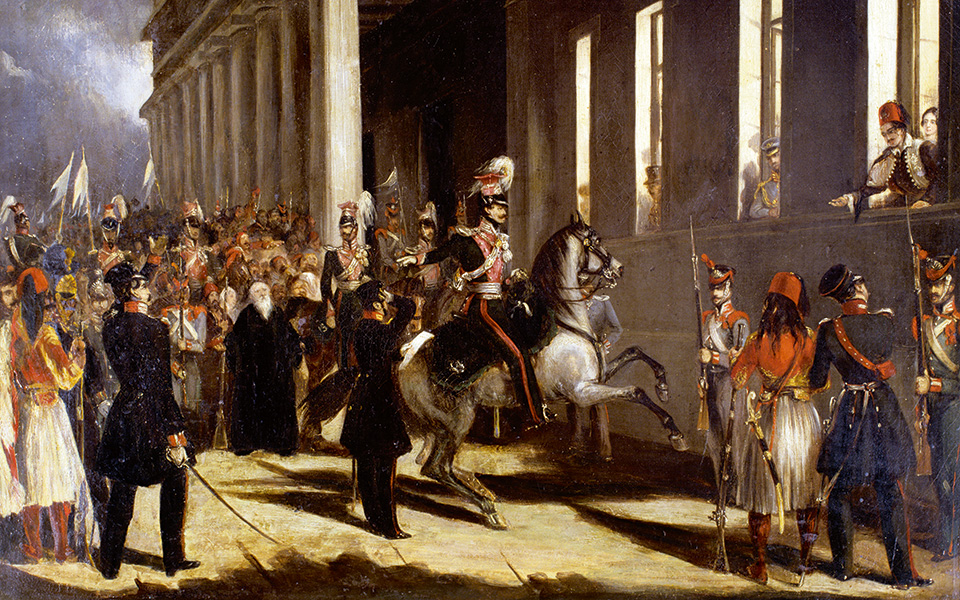
Coup d'État du 3 septembre 1843. Dimitrios Kallergis est au centre, à cheval.
Le roi Othon, en costume grec, est à la fenêtre, tout comme la reine Amalia.

En 1832, Kallergis est promu lieutenant-colonel par le gouvernement du roi Othon Ier de Grèce. Mais, dix ans plus tard, il est l'un des principaux protagonistes du Coup d'État du 3 septembre 1843 qui oblige le monarque à accepter une constitution et à renvoyer ses ministres bavarois. Il est alors nommé commandant militaire d'Athènes et aide-de-camp du roi Othon. Malgré tout, la chute du cabinet d'Alexandros Mavrokordatos en 1845 l'oblige à partir en exil. 
Établi à Londres, il rencontre le prince Louis-Napoléon Bonaparte, dont il devient un intime. En 1848, il tente un débarquement sur la côte grecque dans le but d'y organiser une révolution. Mais sa tentative est un échec et Kallergis est emprisonné puis libéré. Après un court séjour dans l'île de Zante, il part à Paris en 1853.
Sous la pression des puissances protectrices (Royaume-Uni, France) qui viennent occuper Le Pirée, il est rappelé à Athènes lorsqu'éclate la Guerre de Crimée et nommé ministre de la guerre dans un nouveau cabinet dirigé par Alexandros Mavrokordatos. Cependant, la haine que le roi Othon et la reine Amélie éprouvent pour lui aboutit à sa démission forcée en 1855.
En 1861, Kallergis est nommé ministre plénipotentiaire à Paris. Les mois suivants, il profite de sa position pour participer aux négociations qui suivent la chute d'Othon Ier et l'élection de Georges Ier.

## Union et descendance
Il épouse une riche héritière, célèbre pour sa beauté, Sophia Rendis, fille d'un primat de la région de Corinthe. Ils eurent deux enfants :
- Emmanuel, officier
- une fille, Karlotta, épouse d'Andréas Coundouriotis (el), fils de Georgios Koundouriotis.

## Postérité
En 1994, Kallergis est représenté sur le revers d'une monnaie commémorative de 50 drachmes émise pour le 150e anniversaire de la constitution de 1844.